# People’s Climate Case

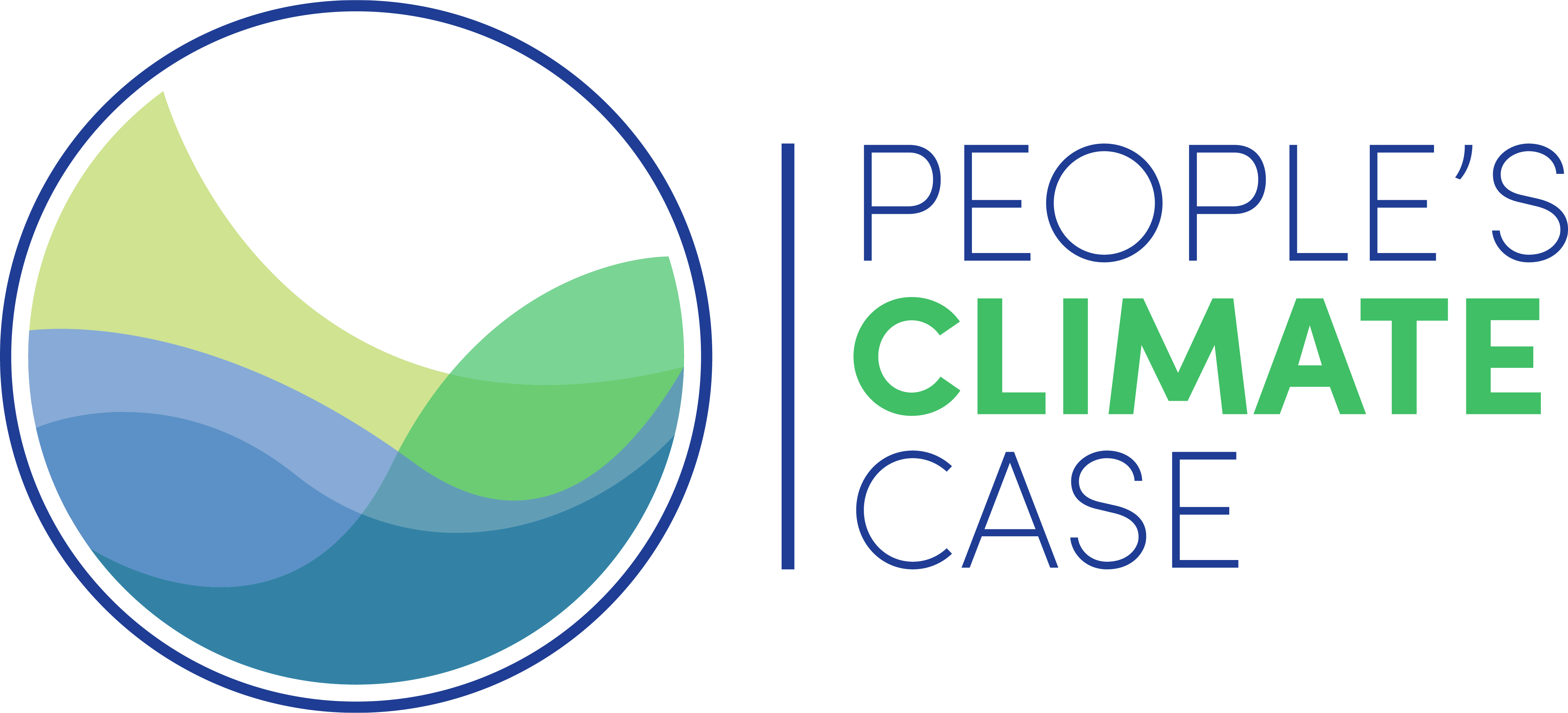
People’s Climate Case - die europäische Bürger - Klimaklage

Die Klimaklage People’s Climate Case ist eine juristische Klage von Privatpersonen vor dem Gericht der Europäischen Union (EuG bzw. EuGH) gegen das Europäische Parlament und den Rat der Europäischen Union. Die Klagenden fordern den Schutz ihrer Grundrechte ein und dazu die Begrenzung des Temperaturanstiegs durch effiziente europäische Klimapolitik wegen der sie unmittelbar betreffenden Gefahren des Klimawandels. Die Klage von 11 Personen bzw. Gruppen wird von einem Netzwerk europäischer Nichtregierungsorganisationen unterstützt. Die Klage richtete sich gegen drei EU-Richtlinien, am 25. März 2021 hat der EuGH die Klage mangels exklusiver Betroffenheit abgelehnt.

## Das Verfahren im Zeitablauf
Die Klage wurde im am 23. Mai 2018 eingereicht, vom Europäischen Gericht (EuG) im Mai 2019 zwar die Betroffenheit der Kläger durch den Klimawandel anerkannt, die Klage jedoch als unzulässig abgewiesen. Die Kläger legten im Juli 2019 Rechtsmittel gegen diese Entscheidung vor dem EuGH ein.
Hauptstreitpunkt ist derzeit die Auslegung „individueller Betroffenheit“, die für die Klagebefugnis erforderlich ist. Das EuG folgte der bisherigen Rechtsprechung nach der Plaumann Klausel und verlangte, dass die Kläger in besonderer Weise individuell betroffen sein müssen. Die Klageschrift argumentiert hingegen, dass die Intensität der Betroffenheit entscheidend sei. Die Zulässigkeit der Klage wurde am 25. März 2021 wegen mangelnder „exklusiver Betroffenheit“ als unzulässig abgelehnt.

## Die Kläger und die Beklagten
Die Kläger sind 36 Personen aus 10 Familien und der schwedische Jugendverband der indigenen Sáminuorra mit ca. 100 Mitgliedern.
Die Kläger stammen aus insgesamt acht Ländern. Die Herkunftsländer sind die fünf EU-Länder Portugal, Frankreich, Italien, Deutschland, Rumänien und Schweden sowie von außerhalb der EU Kenia und Fidschi. Mit dem People’s Climate Case machen erstmals Einzelpersonen aus Kenia und Fidschi gegenüber der EU klageweise Grundrechte (Gesundheit, Beruf, Eigentum und Gleichbehandlung) geltend, die durch Treibhausgasemissionen in der EU verletzt werden. Bisher fanden nur wirtschaftliche Regeln aus dem EU-Primärrecht Anwendung auf ausländische Akteure. Im Rahmen der Streithilfe sind auf Seiten der Kläger das Climate Action Network Europe (CAN-E), WeMove.EU und die Arbeitsgemeinschaft bäuerliche Landwirtschaft (AbL e.V.) im September 2018 beigesprungen. Die Beklagten sind das Europäische Parlament und den Rat der Europäischen Union auf Schutz der Grundrechte durch ambitionierte europäische Klimapolitik wegen der sie unmittelbar betreffenden Gefahren des Klimawandels. Die Europäische Kommission hat im Oktober 2018 wiederum Antrag auf Beitritt als Streithelferin auf Seiten der Beklagten gestellt.

### Deutsche Kläger
Die deutsche Familie Recktenwald auf Langeoog ist Teil der Klägergruppe. Lüke Recktenwald klagt parallel auch vor dem deutschen Verfassungsgericht.

### Klagegegenstand
Die Kläger machen geltend, dass die aktuelle Klimapolitik und die europäische Gesetzgebung nicht ausreichen, um die „Grundrechte der Bürger vor den Auswirkungen der fortschreitenden Klimakrise zu schützen“. Die Kläger verlangen vom EU-Gesetzgeber die Festlegung und Umsetzung eines angemesseneren Klimaziels zur Emissionenreduktion. Dieses Ziel muss gemäß dem Potenzial der EU „so streng wie möglich sein und den europäischen Verpflichtungen aus dem Paris-Abkommen entsprechen“.
Die Kläger fordern konkret eine Verschärfung der EU-Klimaziele für 2030. Statt 40 Prozent weniger Kohlendioxidausstoß zu 1990 sollen es 60 bis 65 Prozent weniger sein. In ihrer Klageschrift legen die Kläger nahe, dass dem. der wissenschaftlichen Erkenntnisse ein weitaus höheres Ziel zu veranschlagen wäre. Eine konkrete Zahl nennen die Kläger nicht und sie fordern keine persönliche Entschädigung.

### Unterstützer der Klage People’s Climate Case
Der Fall wird von verschiedenen Umweltorganisationen und Netzwerken unterstützt. CAN Europe (CAN-E), der größte europäische NRO-Zusammenschluss zu den Themen Klima und Energie besteht aus über 150 Mitgliedsorganisationen in mehr als 30 europäischen Ländern. CAN-E mit Sitz in Brüssel koordiniert das NRO-Netzwerk und unterstützt die Klage insbesondere durch europaweite Kampagnenarbeit.
Die Umweltorganisation Protect the Planet unterstützt CAN-E in der Koordination des NRO-Netzwerks und trägt gemeinsam mit Germanwatch zur Strategieentwicklung bei. Darüber hinaus stellt PtP Ressourcen für die Klage zur Verfügung. Die Umwelt- und Entwicklungsorganisation Germanwatch e.V. unterstützt das internationale Netzwerk der Kläger, betreut die deutsche Klägerfamilie aus Langeoog und informiert die Öffentlichkeit im deutschsprachigen Raum. Die Wissenschaftler des Thinktanks Climate Analytics steuern in diesem Rechtsstreit interdisziplinäres wissenschaftliches Hintergrundwissen bei und liefern Fakten, um die Betroffenheit der Kläger vom Klimawandel sowie über die Machbarkeit ambitionierterer EU Klimaziele bis 2030 darzulegen. Notre affair a tous unterstützt die französische, 2celsius die rumänische, ZERO Portugal – Associação Sistema Terrestre Sustentável Portugal die portugiesischen Familien, die Organisation Rådet for Grøn Omstilling die schwedischen Kläger der Saminuorra, und Protect the Planet die Kläger aus Italien, Kenia, Fidschi und Schweden.

### Bezeichnung
Die Bezeichnung „People’s Climate Case“ lehnt sich an andere Rechtsfällen aus dem Common Law an und wurde von der begleitenden Informationskampagne eingeführt.
Vor Gericht heißt der Fall "Carvalho et al. v. CASE T-330/18 - A. CARVALHO and others vs. The European Parliament and The Council.

### Trivia
Der Kläger Lüke Recktenwald ist ebenfalls Kläger in der deutschen Klimaklage vor dem Bundesverfassungsgericht.